# 李梅 (1975年)
李梅（1975年11月—），云南景东人，彝族，无党派人士。中华人民共和国政治人物、第十三届全国人民代表大会云南省代表。

## 生平
2018年，李梅被选为云南省出席第十三届全国人民代表大会代表。